# 柳生沼
柳生沼（やぎゅうぬま）は、埼玉県加須市柳生に所在する沼である。

## 概要
東武日光線柳生駅の南方、加須市柳生に所在しており、北側・西側・南側は宅地などの市街地となっているが、東側は水田などの農地となっている。柳生駅を挟み、その北方に仕出沼が所在している。この仕出沼とは水路にて接続している。また、柳生沼の南側からは五左衛門堀が南方へと流出している。
柳生沼の成り立ちには諸説あり、一説では「柳生という土地は周囲に比較し微高地となっているため、貯水目的で開削された」というものである。別説では「1870年（明治3年）および1895年（明治29年）9月10日に谷田川が氾濫・決壊した際に発生した」とされている。

## 周辺
- 渡良瀬遊水地（谷中湖）
- 仕出沼
- 谷田川
- 栃木・群馬・埼玉の三県境
- 東武日光線柳生駅
- 五左衛門堀